# Arif Wala
Arif Wala är en stad i distriktet Pakpattan i den pakistanska provinsen Punjab. Folkmängden uppgick till cirka 110 000 invånare vid folkräkningen 2017.